# Vassyl Netchepa
Vassyl Netchepa (en ukrainien : Нечепа Василь Григорович ou plutôt Василь Григорович Нечепа), né le 1er septembre 1950, est un kobzar (ménestrel ukrainien).

## Biographie
Élève de Leonid Pachin, il reprend l'œuvre de T. Parkhomenka et de son élève-parolier A. Greben. Il a étudié dans une école de musique de Tchernihiv. Il participait aux groupes folkloriques  "Desna" et "Siveri".